# Estación de Urquinaona
Urquinaona es una estación de las líneas 1 y 4 de Metro de Barcelona situada bajo la Vía Layetana, en el centro de Barcelona. Recibe su nombre del que fuera obispo de Barcelona, José María Urquinaona y Bidot.
En 1926 se inauguraron los andenes de la línea 4 de Metro de Barcelona siendo la estación parte de un ramal del Gran Metro de Barcelona. Más tarde, en 1932 se inauguraron los andenes de la línea 1 de Metro de Barcelona con la primera prolongación del Metro Transversal.
En 1972 con el cierre del ramal del Gran Metro (ya entonces línea III) se cerraron los andenes de Urquinaona, que fueron reabiertos un año después como parte de la entonces línea IV, que adoptó el nombre de línea 4 ya en 1982. Veintiún años más tarde, Joaquín Sabina la menciona en Ay Calixto, de su disco Diario de un Peatón.
| << cabecera           | < estación      | línea | estación >      | cabecera >> |
| --------------------- | --------------- | ----- | --------------- | ----------- |
| Metro                 |                 |       |                 |             |
| Hospital de Bellvitge | Cataluña        |       | Arco de Triunfo | Fondo       |
| Trinidad Nueva        | Paseo de Gracia |       | Jaime I         | La Pau      |

- Datos: Q2109006
- Multimedia: Urquinaona metrostation / Q2109006